# Gouvernement Díaz Ayuso II
Communauté de Madrid
Díaz Ayuso I Díaz Ayuso III
Le gouvernement Díaz Ayuso II (en espagnol : Segundo Gobierno Díaz Ayuso) est le gouvernement autonome de la communauté de Madrid entre le 21 juin 2021 et le 26 juin 2023, sous la XIIe législature de l'Assemblée.
Il est dirigé par la présidente conservatrice sortante Isabel Díaz Ayuso, dont le PP a remporté la majorité relative aux élections parlementaires intercalaires, et bénéficie du soutien extérieur de l'extrême droite nationaliste. Il succède au gouvernement Díaz Ayuso I, constitué du PP et de Ciudadanos avec l'appui de Vox. Il est remplacé par le gouvernement Díaz Ayuso III, soutenu par une majorité absolue du PP.

## Historique
Ce gouvernement est dirigé par la présidente de la communauté de Madrid libérale-conservatrice sortante, Isabel Díaz Ayuso. Il est constitué du Parti populaire (PP), qui dispose seul de 65 députés sur 136, soit 47,8 % des sièges de l'Assemblée de Madrid. Il bénéficie du soutien sans participation de Vox, qui dispose de 12 députés, soit 8,8 % des sièges.
Il est formé à la suite des élections parlementaires intercalaires du 4 mai 2021.
Il succède donc au gouvernement Díaz Ayuso I, initialement constitué par une coalition de centre droit entre le PP et Ciudadanos, et bénéficiant du soutien extérieur de Vox.

### Formation
Le 10 mars 2021, Isabel Díaz Ayuso prononce la dissolution de l'Assemblée et relève de leurs fonctions l'ensemble des membres de son gouvernement proposés par son partenaire, Ciudadanos. Lors du scrutin parlementaire, elle s'adjuge la victoire avec une forte majorité relative et rate de quatre sièges seulement la majorité absolue, son nombre de députés dépassant le total de celui remporté par les trois forces de gauche.
Lors du vote d'investiture à l'Assemblée le 18 juin suivant, elle reçoit la confiance dès le premier tour de vote avec 77 voix pour et 57 contre, les 12 députés de Vox s'étant joints aux 65 du PP pour voter en sa faveur. Elle forme son gouvernement de neuf membres, dont six sortants reconduits, trois jours plus tard.

### Évolution
La présidente annonce le 15 juin 2022 qu'elle nomme le conseiller à l'Éducation, Enrique Ossorio, vice-président du gouvernement. Elle lui confie notamment la responsabilité de coordonner le travail de ses pairs, tous conservant l'ensemble de leurs responsabilités, et en fait ainsi « l'homme fort » de son exécutif au détriment de son précédent numéro deux, le conseiller à la Présidence Enrique López (es), qui ne s'était pas positionné clairement lors de la guerre interne entre Ayuso et l'ex-président du PP, Pablo Casado.

## Composition
| Fonction                                                                                          | Titulaire | Titulaire                                                                              | Parti |
| ------------------------------------------------------------------------------------------------- | --------- | -------------------------------------------------------------------------------------- | ----- |
| Présidente                                                                                        |           | Isabel Natividad Díaz Ayuso                                                            | PP    |
| Vice-président (créé le 16/06/2022)                                                               |           | Enrique Matías Ossorio Crespo (jusqu'au 14/06/2023) Javier Fernández-Lasquetty y Blanc | PP    |
| Conseiller à la Présidence, à la Justice et à l'Intérieur                                         |           | Enrique López López                                                                    | PP    |
| Conseiller à l'Éducation, à l'Enseignement supérieur et à la Science Porte-parole du gouvernement |           | Enrique Matías Ossorio Crespo (jusqu'au 14/06/2023) Javier Fernández-Lasquetty y Blanc | PP    |
| Conseillère à l'Environnement, au Logement et à l'Agriculture                                     |           | Paloma Martín Martín                                                                   | PP    |
| Conseiller à l'Économie, aux Finances et à l'Emploi                                               |           | Javier Fernández-Lasquetty y Blanc                                                     | PP    |
| Conseillère à la Famille, à la Jeunesse et à la Politique sociale                                 |           | María Concepción Dancausa Treviño                                                      | PP    |
| Conseiller à l'Administration locale et à la Numérisation                                         |           | Carlos Izquierdo Torres                                                                | PP    |
| Conseiller à la Santé                                                                             |           | Enrique Ruiz Escudero                                                                  | PP    |
| Conseiller aux Transports et aux Infrastructures                                                  |           | David Pérez García                                                                     | PP    |
| Conseillère à la Culture, au Tourisme et au Sport                                                 |           | Marta María Rivera de la Cruz                                                          | Sans  |